# Simrishamn (comuna)
Simrishamn (em sueco: Simrishamns kommun) é uma comuna da Suécia localizada no condado de Escânia. Sua capital é a cidade de Simrishamn. Tem 392 quilômetros quadrados e pelo censo de 2018, havia 19 278 habitantes.